# Fourcès
Fourcès is een typische middeleeuwse gasconsche bastide, een dorp dat bestaat uit in een verdedigingskring gebouwde huizen, in het Franse departement Gers (regio Occitanie) in de streek die vroeger Gascogne werd genoemd en telt 295 inwoners (2005). De plaats maakt deel uit van het arrondissement Condom.
In de omgeving vindt men talrijke kastelen, kleine middeleeuwse ommuurde stadjes en bijzondere monumenten, want de Pelgrimsroutes in Frankrijk naar Santiago de Compostella lopen door de Gers en hebben interessante historische sporen achtergelaten. Fourcès is lid van Les Plus Beaux Villages de France.

## Geografie
De oppervlakte van Fourcès bedraagt 23,1 km², de bevolkingsdichtheid is 12,8 inwoners per km².
De onderstaande kaart toont de ligging van Fourcès met de belangrijkste infrastructuur en aangrenzende gemeenten.

## Demografie
Onderstaande figuur toont het verloop van het inwonertal (bron: INSEE-tellingen).

## Foto's

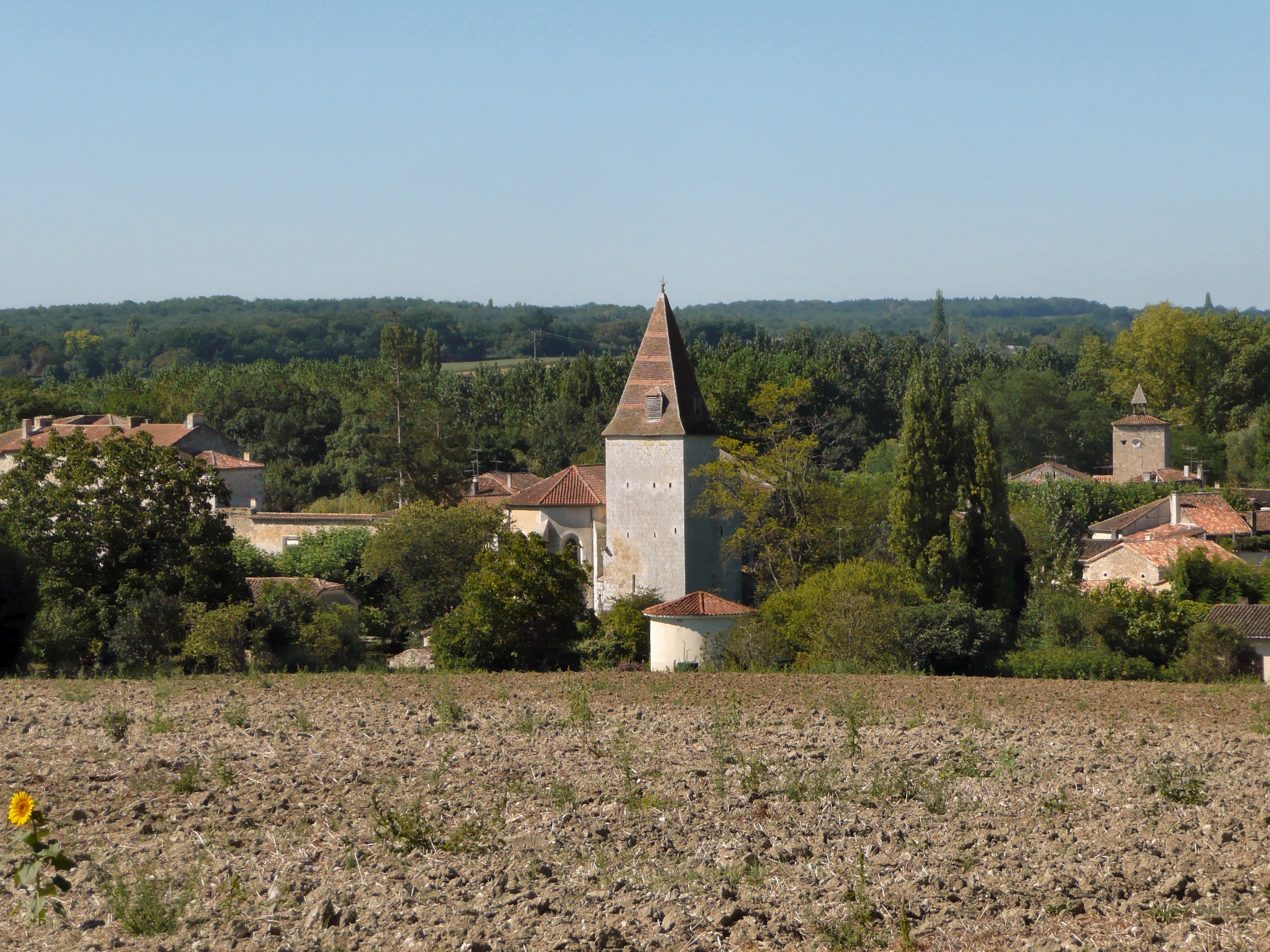
Gezicht op Fourcès
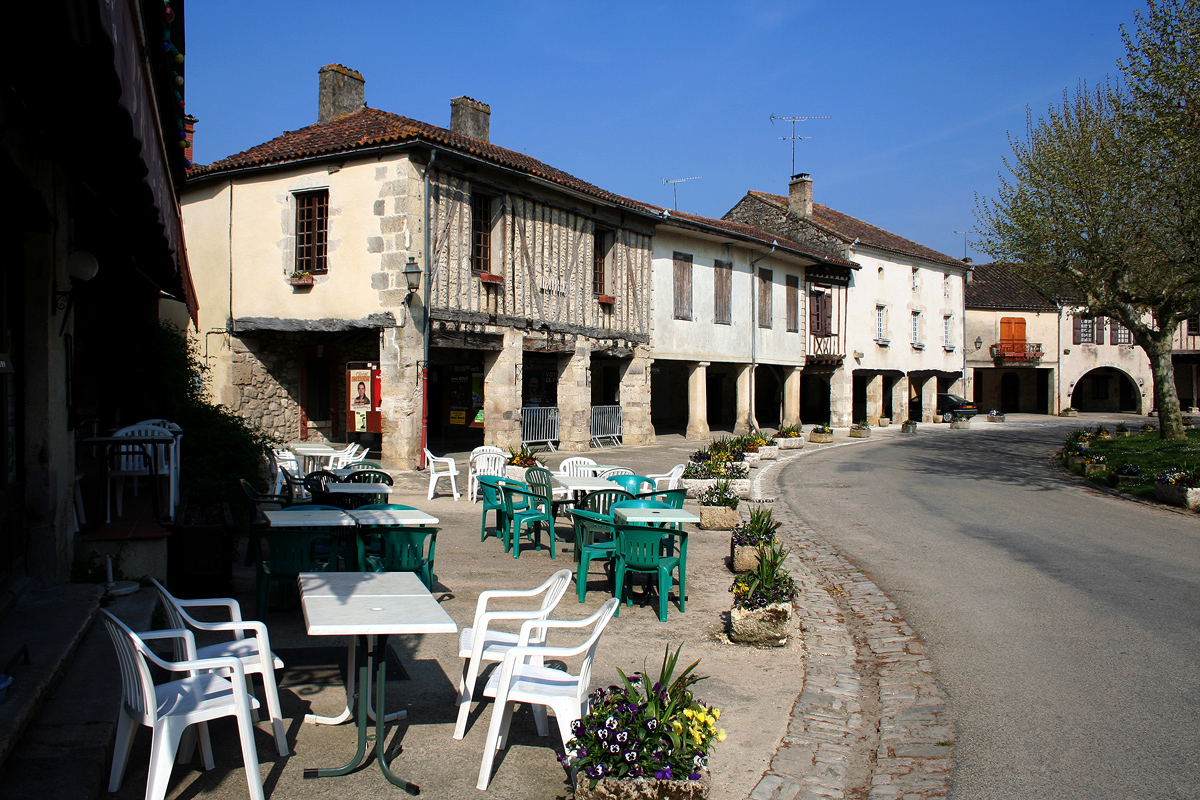
Straat in Fourcès